# Boulevard des Capucines (målning)
Boulevard des Capucines är en oljemålning av den franske impressionistiske konstnären Claude Monet från 1873–1874. Den finns i två utförande, den ena ägs av Nelson-Atkins Museum of Art i Kansas City och den andra av Pusjkinmuseet i Moskva. 
Målningen avbildar det hektiska folklivet på Boulevard des Capucines i Paris. Monets utgångspunkt är fotografen Félix Nadar ateljélokaler på adressen 35 Boulevard des Capucines. Där hölls 1874 impressionisternas första utställning då Monet ställde ut tolv målningar, däribland Boulevard des Capucines (sannolikt Pusjkinmuseets version), Impression. Soluppgång (som gav namn åt den impressionistiska rörelsen) och Frukosten. 